# Васюсино
Васюсино (рос. Васюсино) — присілок в Калязінському районі Тверської області Російської Федерації.
Населення становить 1 особу. Входить до складу муніципального утворення Алфьоровське сільське поселення.

## Історія
Від 2005 року входило до складу муніципального утворення Алфьоровське сільське поселення.

## Населення
| 1859 | 1888 | 2002 | 2010 |
| ---- | ---- | ---- | ---- |
| 104  | ↗117 | ↘7   | ↘1   |